# کارل پالمر
کارل پالمر (انگلیسی: Carl Palmer؛ زادهٔ ۲۰ مارس ۱۹۵۰) یک موسیقی‌دان اهل بریتانیا است. وی از سال ۱۹۶۶ میلادی تاکنون مشغول فعالیت بوده‌است.